# モルドヴィア共和国

モルドヴィア共和国
ロシア語：Республика Мордовия
モクシャ語：Мордовия Республиксь
エルジャ語：Мордовия Республикась

モルドヴィア共和国（モルドヴィアきょうわこく、Respublika Mordoviya, 露: Республика Мордовия）は、ロシア連邦の連邦構成主体のひとつ。モルドヴィン人の民族自治共和国で、沿ヴォルガ連邦管区に所属する。首都はサランスク。
モルドヴィアは、旧ソ連の独立国で、ルーマニアとウクライナの間にあるモルドバ（Молдова / Moldova、モルドバ共和国、旧称モルダビア）と混同しやすく、注意が必要である。

## 概要
- 面積 26,128km2
- 人口 約80万人
- 産業 農業（小麦、ライ麦など）

## 標準時
この地域は、モスクワ時間帯の標準時を使用している。時差はUTC+3時間で、夏時間はない。2011年3月までは、標準時がUTC+3で夏時間がUTC+4、同年3月から2014年10月までは通年UTC+4であった。

## 歴史
起源は1930年に設置されたモルドヴィア自治州で、自治共和国（1934年設置）を経てロシア連邦の構成共和国となった。

## 行政区分

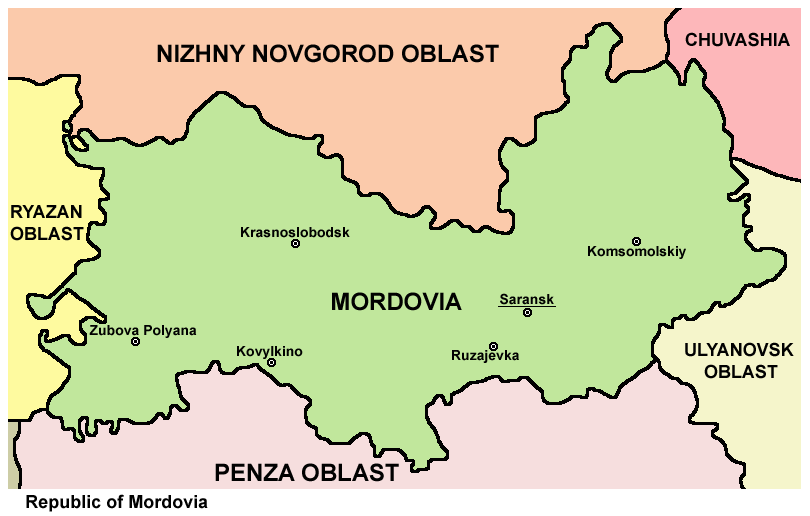
モルドヴィア共和国の地図

- モルドヴィア共和国の行政区分 (Administrative divisions of Mordovia)

## 地理
ロシアのヨーロッパ部分のほぼ中央に位置し、北にニジニ・ノヴゴロド州、東にチュヴァシ共和国、南にペンザ州、西にリャザン州がある。

### 都市
- サランスク
- コヴィルキノ
- リュザィエフスカ
- テムニコフ

## 国民
モルドヴィン人はフィン・ウゴル語派のうちヴォルガ・フィン諸語に属するフィン系の民族で、公用語は、ロシア語および、モルドヴィン諸語のモクシャ語、エルジャ語など。
民族構成はロシア人51.82%、モルドヴィン人37.11%、タタール人5.09%、ウクライナ人0.18%など。